# Бомбардиране на Задар
Бомбардирането на Задар (на италиански: Bombardamenti di Zara) по време на Втората световна война от антихитлеристката коалиция продължава от ноември 1943 до октомври 1944 г.
Други градове в Италия също са бомбардирани, но Задар е пословично известен с големия брой въздушни атаки и жертви. Данните за бомбардирането на Задар се различават. Съюзниците са документирали 30 бомбардировъчни нападения от въздуха, докато според съвременни италиански данни те са 54. Сведенията за броя на жертвите също се различават: от 1000 до над 4000 души (при тогавашен брой на населението в града от 20 000 жители).
В резултат на бомбардировките около 80% от градските сгради са унищожени, а Задар често е наричан „Дрезден на Адриатика“, заради предполагаемите му прилики с бомбардирането на Дрезден в края на Втората световна война. И в двата случая са разрушени градове паметници на културата с богато историческо и културно наследство.
В периода януари-март 1944 г. Задар е почти напълно разрушен, а населението му побягва към близките села или други населени места. Последната бомбардировка на Задар е на 31 октомври 1944 г. когато вече титовите партизани са в града, но поради липсата на координация между съюзниците и югославски партизани стават жертва на приятелски огън.
Италианските власти твърдят, че цивилните жертви на бомбардировките са между 3000 – 4000. Повечето независими източници, обаче, сочат цифрата 1000 души, тъй като по-голяма част от населението напуска града още след първите бомбардировки на града през есента и зимата на 1943 г.